# Euryopis nana
Euryopis nana là một loài nhện trong họ Theridiidae.
Loài này thuộc chi Euryopis. Euryopis nana được Octavius Pickard-Cambridge miêu tả năm 1879.